# روبرت إبستاين
روبرت إبستاين (بالإنجليزية: Robert Epstein)‏ هو مؤرخ وعالم نفس أمريكي، ولد في 19 يونيو 1953.